# Oestrus ovis
Oestrus ovis, là một loài ruồi trong chi Oestrus. Loài này được biết đến với khả năng ăn thịt ký sinh và gây hại cho cừu, hươu, dê và đôi khi gia súc. Cũng có nhiều ghi chép về sự hiện diện của chúng ở ngựa, chó và ở con người. Ở một số khu vực trên thế giới, nó là một loài gây hại đáng kể ảnh hưởng đến nền kinh tế nông nghiệp.

## Mô tả
Ruồi trưởng thành là một loài côn trùng cỡ con ong, dài khoảng 10 đến 12 mm, có long ít với cơ thể có ngấn và màu xám đen, đầu và chân màu vàng đậm. Loài này phân bố rộng rãi trên toàn thế giới ở bất cứ nơi nào có cừu, hươu và dê. Điều này bao gồm Bắc Mỹ, Trung Mỹ, khu vực xung quanh biển Địa Trung Hải, Trung Đông, Úc, Brazil và Nam Phi. Tỷ lệ ruồi ở Bắc Âu đã giảm trong những năm gần đây.

## Vòng đời

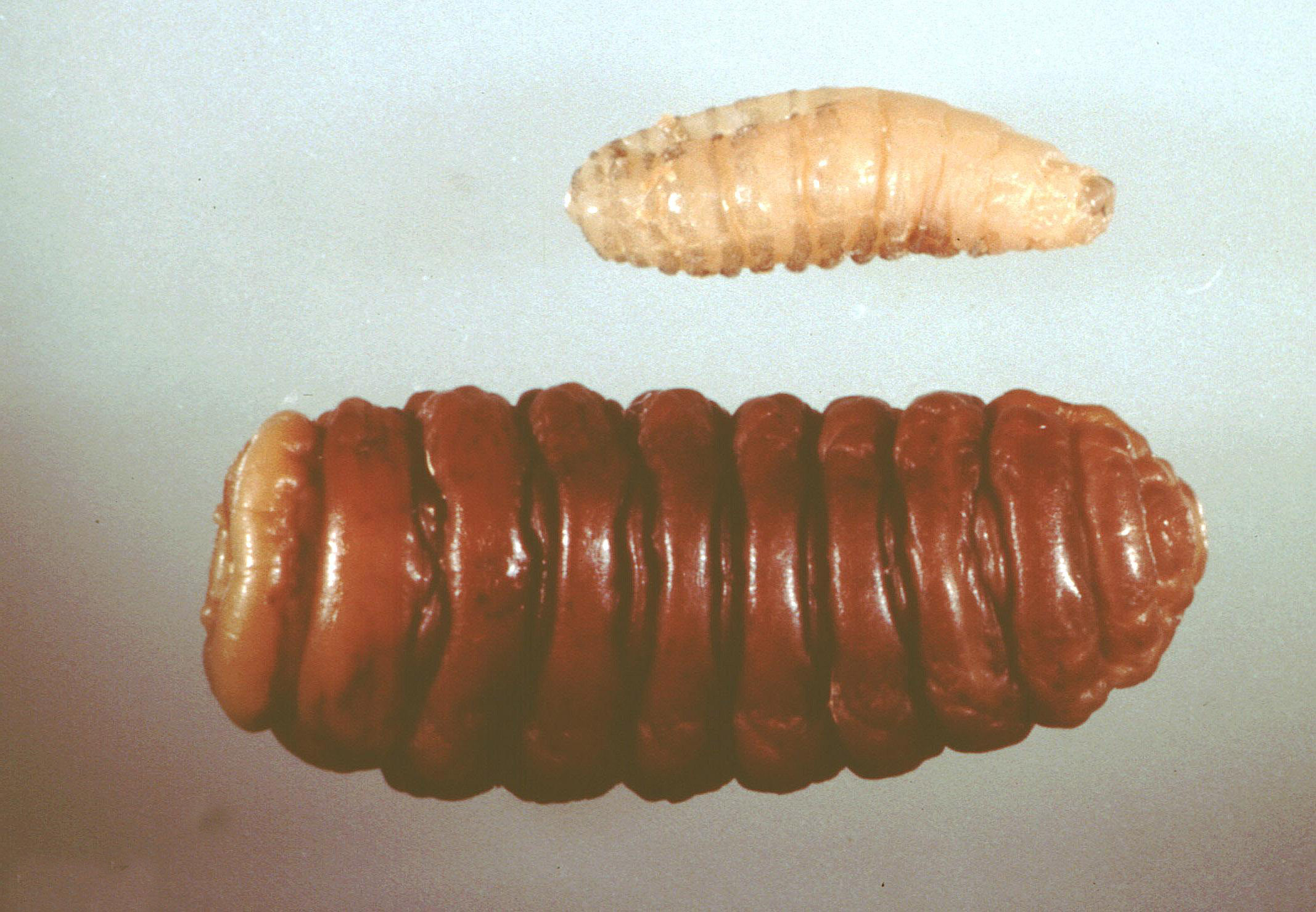
Ấu trùng chưa trưởng thành và trưởng thành của ruồi Oestrus ovis

Oestrus ovis bắt đầu cuộc sống như những quả trứng bên trong con cái được thụ tinh và nở thành ấu trùng kích thước 1 mm trong cơ thể của con cái. Sau đó, con cái bay và đưa một ít ấu trùng nằm trong một giọt chất nhầy nhỏ, trực tiếp vào lỗ mũi của vật chủ. Sau đó, ấu trùng đi lên đường mũi trong niêm mạc và đi vào xoang mũi. Trong thời gian này, nó sẽ phát triển, lớn lên và lột xác thành giai đoạn ấu trùng hoặc giai đoạn ấu trùng thứ hai. 
Sau đó, ấu trùng ruồi tiếp tục phát triển chiều dài lên đến 20mm với một sọc tối trên mỗi đoạn. Khi ấu trùng đã phát triển đầy đủ, nó di chuyển xuống đường mũi và rơi xuống đất, nơi nó tự chui vào đất và hóa thành nhộng. Khoảng thời gian ấu trùng trưởng thành phụ thuộc vào nhiệt độ môi trường. Thời gian này có thể là 25–35 ngày khi thời tiết ấm áp nhưng lên đến 10 tháng ở vùng khí hậu lạnh hơn. Nhộng mất từ 3-9 tuần để trưởng thành, một lần nữa phụ thuộc vào điều kiện khí hậu, sau đó con trưởng thành đào lên mặt nước, bắt đầu giao phối. Thành trùng không ăn trong 2–4 tuần tuổi trưởng thành mặc dù chúng có thể uống nước.